# All mountain
All mountain — тип горного велосипеда, находящийся между кросс-кантри и фрирайдом в сочетании с эндуро. Такие велосипеды иногда обозначают как «легкий фрирайд». Эти велосипеды предназначены для пересечения несложной горной местности. Велосипед с лёгкостью выдерживает небольшие препятствия и лёгок на подъём, что позволяет велосипедисту без труда въезжать в гору и преодолевать длительные дистанции. Велосипед для All mountain имеет ход подвесок 130—170 мм, и вес около 13-17 кг. Стиль All mountain в свою очередь подразделяется на All mountain Freeride и All mountain Enduro. Первый ближе к фрирайду, второй ближе к эндуро, то есть в большей степени ориентирован на длительные дистанции и участие в соревнованиях. С 2014 года эндуро является официальной соревновательной велосипедной дисциплиной, признанной международным велосипедным союзом UCI.